# اوانزویل (آرکانزاس)
اوانزویل (به انگلیسی: Evansville) یک منطقهٔ مسکونی در ایالات متحده آمریکا است که در شهرستان واشینگتن، آرکانزاس واقع شده‌است. اوانزویل ۳۴۲ متر بالاتر از سطح دریا واقع شده‌است.